# Tropanole
Die Tropanole leiten sich vom Tropan ab, wobei eine Hydroxysubstitution am C-1, C-2- bzw. am  C-3-Atom vorliegt. Für das 2- und das 3-Tropanol können zwei Stereoisomere unterschieden werden. Bei den α-Tropanolen steht die Hydroxygruppe axial, bei dem β-Tropanolen äquatorial zum Ringsystem.
| Tropanole      |                                                            |                                                                 |                                                                |                                                                          |                                                                               |
| Name           | (1R)-1-Tropanol                                            | 2α-Tropanol                                                     | 2β-Tropanol                                                    | 3α-Tropanol                                                              | 3β-Tropanol                                                                   |
| Andere Namen   | - 1-Hydroxytropan - 8-Methyl-8-azabicyclo[3.2.1]octan-1-ol | - 2α-Hydroxytropan - 8-Methyl-8-azabicyclo[3.2.1]octan-2endo-ol | - 2β-Hydroxytropan - 8-Methyl-8-azabicyclo[3.2.1]octan-2exo-ol | - 3α-Hydroxytropan - Tropin - 8-Methyl-8-azabicyclo[3.2.1]octan-3endo-ol | - 3β-Hydroxytropan - Pseudotropin - 8-Methyl-8-azabicyclo[3.2.1]octan-3exo-ol |
| Strukturformel |                                                            |                                                                 |                                                                |                                                                          |                                                                               |
| CAS-Nummer     |                                                            | 36127-54-5                                                      | 36127-15-8                                                     | 120-29-6                                                                 | 135-97-7                                                                      |
| PubChem        |                                                            | 268139                                                          | 54607705                                                       | 8424                                                                     |                                                                               |
| Summenformel   | C8H15NO                                                    | C8H15NO                                                         | C8H15NO                                                        | C8H15NO                                                                  | C8H15NO                                                                       |
| Molare Masse   | 141,21 g·mol−1                                             | 141,21 g·mol−1                                                  | 141,21 g·mol−1                                                 | 141,21 g·mol−1                                                           | 141,21 g·mol−1                                                                |
| Schmelzpunkt   | 47–48 °C oder 68–70 °C                                     | 46–48 °C                                                        | −10 °C                                                         | 63 °C                                                                    | 108–109 °C                                                                    |
| Siedepunkt     |                                                            |                                                                 | 94–95 °C                                                       | 229 °C                                                                   | 240–241 °C                                                                    |

## Eigenschaften
Das (1R)-1-Tropanol steht mit (R)-(Methylamino)cycloheptanon in einem tautomeren Gleichgewicht.

## Vorkommen

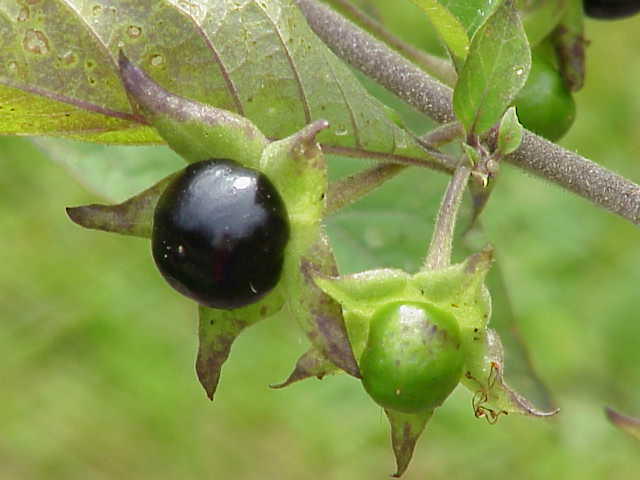
Tollkirsche (Atropa belladonna)

Tropanole und davon abgeleitete Tropanalkaloide kommen in mehreren Pflanzenfamilien, insbesondere in den Nachtschattengewächsen (Solanaceen) vor. Zum Beispiel im Bilsenkraut (Hyoscyamus niger), in der Tollkirsche (Atropa belladonna) und in verschiedenen Stechapfel-Arten (Datura spec.). Das (1R)-1-Tropanol ist in der Andenbeere (Physalis peruviana) zu finden. Ebenso findet sich im Echten Löffelkraut (Cochlearia officinalis, Brassicaceae) das Cochlearin mit Tropin als Alkoholkomponente. Die anderen Familien sind: Proteaceae, Convolvulaceae, Euphorbiaceae, Rhizophoraceae und Erythroxylaceae. Es konnte nachgewiesen werden, dass die Entwicklung der zur Biosynthese nötigen Enzyme in Nachtschatten- und Rotholzgewächsen unabhängig voneinander stattfand.